# Крафтувна, Барбара
Барба́ра Крафту́вна (пол. Barbara Krafftówna; 5 декабря 1928, Варшава, Польская Республика — 23 января 2022) — польская актриса театра, кино и кабаре.

## Биография
Барбара Крафтувна родилась 5 декабря 1928 в Варшаве. Сценическому искусству училась в Кракове. Дебютировала в театре в Гдыни в 1946 и в кино в 1953 (ролью в фильме «Дело, которое надо уладить»). Актриса театров в нескольких польских городах (Гдыня, Лодзь, Вроцлав, Варшава), пела и играла разные роли в «Кабаре джентльменов в возрасте».
Жила в Варшаве. В октябре 2021 года она попала в больницу с переломом ноги, после чего переехала в Дом ветеранов польских сцен в Сколимове, где умерла 23 января 2022 года. Похоронена на Аллее заслуженных военного кладбища на Повонзках в Варшаве.

## Избранная фильмография
- 1953 — Дело, которое надо уладить / Sprawa do załatwienia — служащая
- 1958 — Пепел и алмаз / Popiół i diament — Стефка, невеста Сташека
- 1958 — Дождливый июль / Deszczowy lipiec — Зофьия Карпиньская
- 1960 — Пиковый валет / Walet pikowy — секретарша
- 1960 — Никто не зовёт / Nikt nie woła — Нюра
- 1961 — Сегодня ночью погибнет город / Dziś w nocy umrze miasto — Иза
- 1962 — Завтра премьера / Jutro premiera — Флапця, суфлёрша
- 1963 — Как быть любимой / Jak być kochaną — Фелиция
- 1964 — Рукопись, найденная в Сарагосе / Rękopis znaleziony w Saragossie — Камилла, мачеха Пачеко
- 1964 — Зной / Upał — Барбарка
- 1966 — Дон Габриэль / Don Gabriel — Флорентина
- 1966-1970 — Четыре танкиста и собака / Czterej pancerni i pies (телесериал) — Гонората
- 1967 — Невероятные приключения Марека Пегуса / Niewiarygodne przygody Marka Piegusa (телесериал) — мать Марека
- 1968 — Приключение с песенкой / Przygoda z piosenką — мадам Мишо
- 1969 — Приключения пана Михала / Przygody pana Michała — Маковецкая
- 1970 — Князь сезона / Książę sezonu — Стефа
- 1971 — Беспокойный постоялец / Kłopotliwy gość — Барбара, жена Пиотровского
- 2006 — Кто никогда не жил / Kto nigdy nie żył — мать Ярека
- 2009 — Последняя акция / Ostatnia akcja — Гога
- 2010 — Миллион долларов / Milion dolarów — Ханна Вальчак

## Признание
- 1963 — Офицер ордена Возрождения Польши.
- 1963 — Награда 2-й ступени Министра культуры и искусства ПНР.
- 1975 — Награда 1-й ступени Министра культуры и искусства ПНР.
- 1987 — Золотая почётная юбилейная медаль общества Полония.
- 2006 — Командор ордена Возрождения Польши.
- 2006 — Золотая Медаль «За заслуги в культуре Gloria Artis».
- 2019 — Командор со звездой ордена Возрождения Польши.